# Homalattus
Genre
Homalattus est un genre d'araignées aranéomorphes de la famille des Salticidae.

## Distribution
Les espèces de ce genre se rencontrent en Afrique du Sud et en Sierra Leone.

## Liste des espèces
Selon World Spider Catalog (version 20.5, 26/11/2019) :
- Homalattus coriaceus Simon, 1902
- Homalattus marshalli Peckham & Peckham, 1903
- Homalattus obscurus Peckham & Peckham, 1903
- Homalattus punctatus Peckham & Peckham, 1903
- Homalattus pustulatus (White, 1841)
- Homalattus similis Peckham & Peckham, 1903

## Publication originale
- White, 1841 : Description of new or little known Arachnida. Annals and Magazine of Natural History, vol. 7, p. 471-477 (texte intégral).